# Dîner du CRIF

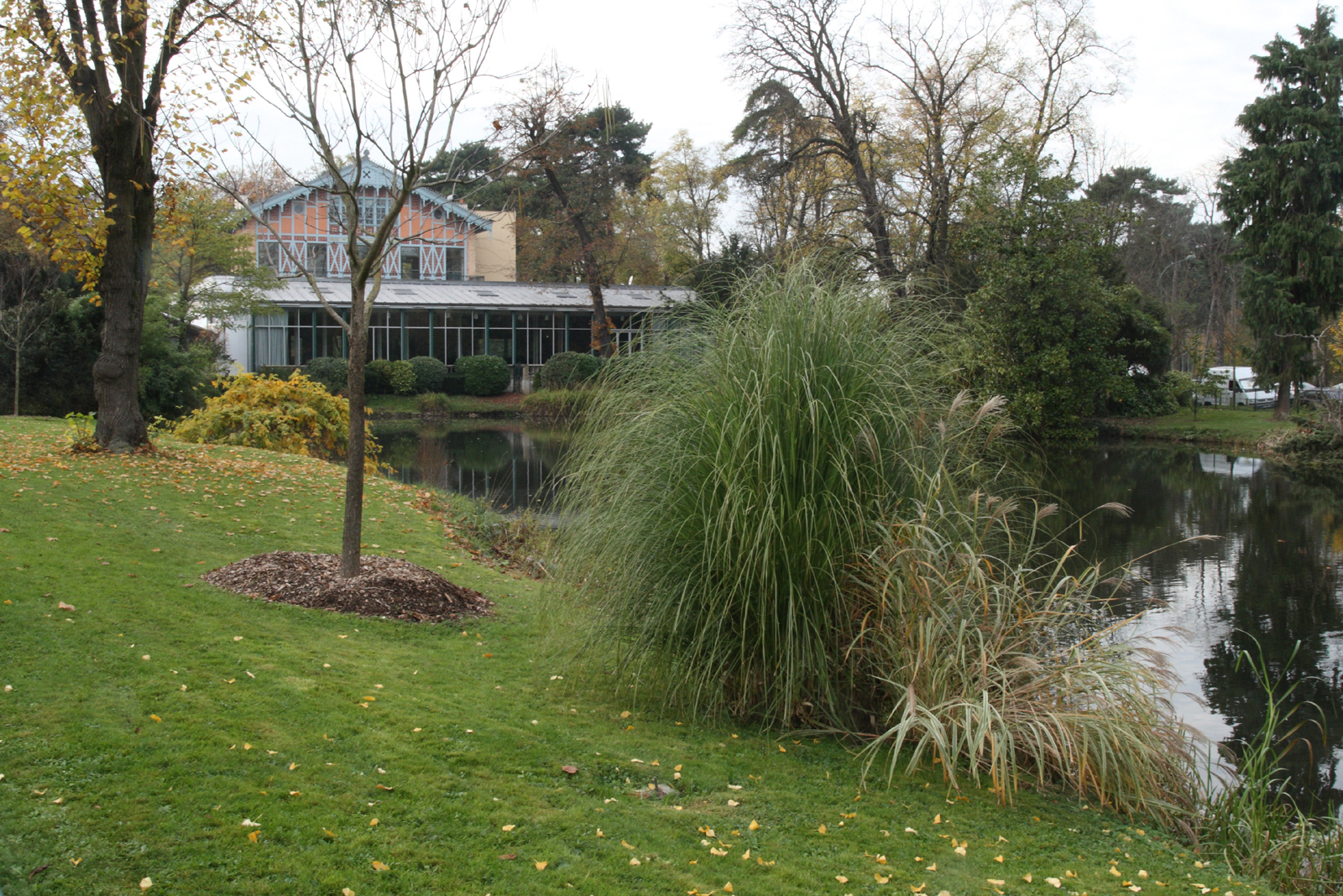
Le pavillon d'Armenonville, dans le bois de Boulogne, où le dîner a été organisé pendant plusieurs années jusqu'en 2014.

L'hôtel Pullman-Montparnasse où le dîner a été organisé de 2015 à 2017.

Le dîner du CRIF ou dîner annuel du CRIF est un dîner organisé à Paris chaque année depuis 1985 par le Conseil représentatif des institutions juives de France (CRIF), auquel sont invitées de nombreuses personnalités politiques, ainsi que diverses personnalités du monde des médias et du spectacle.

## Historique
Le dîner du CRIF est créé en 1985, alors que Théo Klein est président du CRIF, avec pour objectif de porter la voix politique des Juifs de France et d'instaurer un dialogue avec les pouvoirs publics. L'idée vient à Théo Klein après une rencontre avec Laurent Fabius, alors Premier ministre, début 1985 ; il déclare à ce sujet : « J'ai pensé que nous, les Juifs, nous pouvons apporter un certain regard, une positivité du judaïsme sur la société. Peut-être que nous avons quelque chose à dire, pas se lamenter ni donner des directives, mais donner notre point de vue, participer à la vie de la cité. »
La première édition accueille seulement une cinquantaine d'invités dans les locaux du Sénat et s'avère confidentielle, alors que le CRIF est encore peu visible médiatiquement. Au fil des années 1980, le dîner du CRIF gagne en importance en même temps que le CRIF lui-même, consulté par les pouvoirs publics notamment sur les sujets relatifs à la judaïté ou au « devoir de mémoire ». Il reçoit les Premiers ministres et, depuis Nicolas Sarkozy, les présidents de la République, qui utilisent le dîner comme une tribune.
La 30e édition, tenue le 23 février 2015 à l'hôtel Pullman-Montparnasse à Paris, a réuni 700 invités dont le président de la République François Hollande et le Premier ministre Manuel Valls. Le prix à payer était de 100 euros le couvert plus 800 euros de dons. Le CRIF étant reconnu comme une association d'intérêt général les participants peuvent obtenir via un formulaire CERFA une déduction fiscale de 66 % sur le montant de leur don, soit 528 euros.
Le Parti communiste français et Verts n'ont pas été invités en 2009 et 2010 pour avoir soutenu le mouvement BDS de boycott de produits israéliens. Les Verts ont été représentés en 2015 par Jean-Vincent Placé.
Jean-Luc Mélenchon et Marine Le Pen n'y sont jamais invités, l'un et l'autre dénonçant régulièrement une réunion « communautariste ». En février 2017, Francis Kalifat, président du CRIF, a déclaré que « Marine Le Pen et Jean-Luc Mélenchon ne sont pas invités au dîner du CRIF car ils véhiculent la haine ».
De son côté, François Bayrou refuse de paraître à ce dîner car une organisation comme le CRIF « ne ressemble pas à ce que j'aime et que j'attends ».
Dans la revue d'histoire Vingtième Siècle, le sociologue et historien Samuel Ghiles-Meilhac analyse la tradition du dîner du CRIF comme un « rituel politique » tenant « à l'usage des liens multiples avec le pouvoir politique et à une conjoncture politique marquée par la question de l'antisémitisme ».

## Polémiques
Dans une contribution à la revue juive L'Arche, en 2005, Alain Finkielkraut critique le principe de cette rencontre en la qualifiant de « tribunal dînatoire où les membres du gouvernement français comparaissent devant un procureur communautaire ».
Le 23 février 2015, pour la première fois depuis sa création en 2003, le Conseil français du culte musulman (CFCM) a boycotté le dîner du CRIF car son président, Roger Cukierman, a affirmé sur les ondes d'Europe 1 que « toutes les violences antisémites aujourd'hui sont commises par des jeunes musulmans » avant de soutenir l'expression « islamo-fascisme », déclarations jugées par le CFCM « irresponsables et inadmissibles »,.
En 2015, Daniel Schneidermann, du site Arrêt sur images, critique le fait que sur les 900 € de participation au dîner, 800 € sont déductibles des impôts : « ce sont donc les contribuables qui ont financé l'événement à hauteur de 528 euros par personne »,.

## Liste
| No | Date          | Lieu                                      | Remarques                                                                       | Réf.   | Réf.   |
| -- | ------------- | ----------------------------------------- | ------------------------------------------------------------------------------- | ------ | ------ |
| 1  | 19 oct. 1985  | Sénat                                     |                                                                                 | [ 14 ] |        |
| 2  | 8 nov. 1986   | Assemblée nationale                       |                                                                                 | [ 15 ] | [ a ]  |
| 3  | 7 nov. 1987   | Hôtel Intercontinental                    |                                                                                 | [ 16 ] | [ b ]  |
| 4  | 5 nov. 1988   |                                           |                                                                                 | [ 17 ] | [ c ]  |
| 5  | 18 nov. 1989  |                                           |                                                                                 |        | [ d ]  |
| 6  | 1990          |                                           |                                                                                 |        |        |
| 7  | 26 mai 1991   |                                           |                                                                                 | [ 18 ] | [ e ]  |
| 8  | 28 nov. 1992  |                                           |                                                                                 | [ 19 ] | [ f ]  |
| 9  | 27 nov. 1993  |                                           |                                                                                 | ,      |        |
| 10 | 19 nov. 1994  |                                           |                                                                                 | [ 22 ] | [ g ]  |
| 11 | 18 nov. 1995  |                                           |                                                                                 | [ 23 ] |        |
| 12 | 1996          |                                           |                                                                                 |        |        |
| 13 | 29 nov. 1997  |                                           |                                                                                 |        | [ h ]  |
| 14 | 28 nov. 1998  |                                           |                                                                                 | [ 24 ] |        |
| 15 | 13 nov. 1999  |                                           |                                                                                 |        | [ i ]  |
| 16 | 4 nov. 2000   |                                           |                                                                                 | [ 25 ] | [ j ]  |
| 17 | 1er déc. 2001 |                                           |                                                                                 | [ 26 ] | [ k ]  |
| 18 | 25 janv. 2003 |                                           |                                                                                 | [ 27 ] | [ l ]  |
| 19 | 31 janv. 2004 |                                           |                                                                                 |        | [ m ]  |
| 20 | 12 fév. 2005  | Pavillon d'Armenonville, bois de Boulogne |                                                                                 | [ 28 ] | [ n ]  |
| 21 | 20 fév. 2006  | Pavillon d'Armenonville, bois de Boulogne |                                                                                 |        | [ o ]  |
| 22 | 23 janv. 2007 | Pavillon d'Armenonville, bois de Boulogne |                                                                                 |        | [ p ]  |
| 23 | 13 fév. 2008  | Pavillon d'Armenonville, bois de Boulogne |                                                                                 | [ 29 ] | [ q ]  |
| 24 | 2 mars 2009   | Pavillon d'Armenonville, bois de Boulogne |                                                                                 | [ 30 ] | [ r ]  |
| 25 | 3 fév. 2010   | Pavillon d'Armenonville, bois de Boulogne |                                                                                 |        | [ s ]  |
| 26 | 9 fév. 2011   | Pavillon d'Armenonville, bois de Boulogne |                                                                                 | [ 31 ] | [ t ]  |
| 27 | 8 fév. 2012   | Pavillon d'Armenonville, bois de Boulogne |                                                                                 | [ 32 ] | [ u ]  |
| 28 | 20 mars 2013  | Pavillon d'Armenonville, bois de Boulogne |                                                                                 |        | [ v ]  |
| 29 | 4 mars 2014   | Pavillon d'Armenonville, bois de Boulogne |                                                                                 | [ 33 ] | [ w ]  |
| 30 | 23 fév. 2015  | Hôtel Pullman-Montparnasse                |                                                                                 | [ 2 ]  | [ x ]  |
| 31 | 7 mars 2016   | Hôtel Pullman-Montparnasse                |                                                                                 |        | [ y ]  |
| 32 | 22 fév. 2017  | Hôtel Pullman-Montparnasse                |                                                                                 | [ 34 ] | [ z ]  |
| 33 | 7 mars 2018   | Carrousel du Louvre                       |                                                                                 | [ 35 ] | [ aa ] |
| 34 | 20 fév. 2019  | Carrousel du Louvre                       |                                                                                 | [ 36 ] | [ ab ] |
| 35 |               | Carrousel du Louvre                       | Initialement prévu le 3 mars 2020, reporté en raison de la pandémie de Covid-19 |        |        |
| 36 | 24 fév. 2022  | Carrousel du Louvre                       |                                                                                 |        | [ ac ] |
| 37 | 13 fév. 2023  | Carrousel du Louvre                       |                                                                                 |        | [ ad ] |
| 38 | 6 mai 2024    | Carrousel du Louvre                       |                                                                                 |        | [ ae ] |
| 39 | 3 juill. 2025 | Carrousel du Louvre                       |                                                                                 |        | [ af ] |

#### Sources académiques
- Jean-Baptiste Dutoya (sous la dir. de Claire Andrieu), Le dîner annuel du Crif (1985–2010) : un mode de construction d'une communauté en République ? (mémoire de master recherche 2 « Histoire et théorie du politique », spécialisation Histoire), Paris, Institut d'études politiques de Paris, 2010, 213 p. (SUDOC 152162720).
- Samuel Ghiles-Meilhac, « Le dîner », dans Le CRIF : De la Résistance juive à la tentation du lobby, de 1943 à nos jours, Paris, Robert Laffont, coll. « Le monde comme il va », 2011, 353 p. (ISBN 978-2-221-12384-3 et 978-2-221-12462-8), p. 92–95 [lire en ligne sur Google Livres ].
- Samuel Ghiles-Meilhac, « Naissance et institutionnalisation de la soirée annuelle du Conseil représentatif des institutions juives de France », Vingtième Siècle : Revue d'histoire, no 122,‎ 2014, p. 109–119 (DOI 10.3917/ving.122.0109, JSTOR 42773509, S2CID 145016640, lire en ligne , consulté le 6 mars 2018).

#### Sources journalistiques
- Julien Licourt, « Le dîner du Crif : le rendez-vous incontournable des politiques » , Le Figaro, 23 février 2015.
- Ghislain de Violet, « “Comme une ambiance de Bar Mitzvah” », Charles, no 21,‎ printemps 2017, p. 48–61 (ISBN 978-2-35461-120-0, lire en ligne  [PDF]).